# قميص (لباس)
القُمَيِّص هو قطعة ملابس نسائية ترتدى لملء مقدمة وخط العنق لأي ثوب. يعطي القُمَيص مظهر البلوزة أو القميص الذي يرتدى تحت الثوب الخارجي دون إضافة حجم في الخصر أو أعلى الذراع.
غالباً ما كان القُمَيّص المصنوع من الكتان أو القطن يُرتَدى مع الفساتين النهارية في منتصف القرن التاسع عشر، ويمكن تزيينه بالثنيات أو التطريز (خاصة التطريز الأبيض) أو التخريم.

## معرض صور

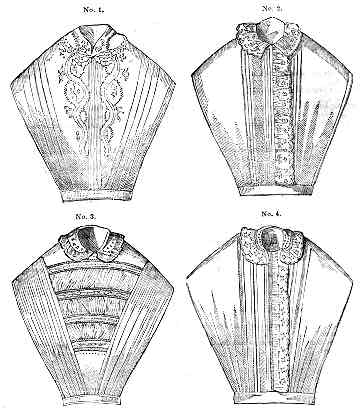
رسمات للقُمَيّص، 1850.